# The Museum
THE MUSEUM – pierwsza kompilacja japońskiej piosenkarki Nany Mizuki, wydana 7 lutego 2007. Utwór Crystal Letter został specjalnie skomponowany do tego albumu. Album osiągnął 5 pozycję w rankingu Oricon, sprzedał się w nakładzie 66 828 egzemplarzy.

## Lista utworów

### CD
| Nr  | Tytuł                                                  | Słowa          | Kompozycja        | Aranżacja                      | Czas |
| --- | ------------------------------------------------------ | -------------- | ----------------- | ------------------------------ | ---- |
| 1.  | "Omoi" (jap. 想い)                                     | Chokkyu Murano | Ataru Sumiyoshi   | Nobuhiro Makino                | 4:34 |
| 2.  | "Heaven Knows"                                         | Chokkyu Murano | Ataru Sumiyoshi   | Nobuhiro Makino                | 4:23 |
| 3.  | "The Place of Happiness"                               | Chokkyu Murano | Ataru Sumiyoshi   | Nobuhiro Makino                | 3:43 |
| 4.  | "LOVE & HISTORY"                                       | Chokkyu Murano | Ataru Sumiyoshi   | Nobuhiro Makino                | 4:32 |
| 5.  | "POWER GATE"                                           | Toshirō Yabuki | Toshirō Yabuki    | Toshirō Yabuki                 | 4:32 |
| 6.  | "suddenly ~Meguriaete~" (jap. suddenly 〜巡り合えて〜) | Toshirō Yabuki | Toshirō Yabuki    | Toshirō Yabuki                 | 4:30 |
| 7.  | "New Sensation"                                        | Toshirō Yabuki | Toshirō Yabuki    | Toshirō Yabuki                 | 4:32 |
| 8.  | "still in the groove"                                  | Toshirō Yabuki | Toshirō Yabuki    | Toshirō Yabuki                 | 4:28 |
| 9.  | "Panorama -Panorama-" (jap. パノラマ-Panorama-)        | Nana Mizuki    | Akimitsu Honma    | Akimitsu Honma, Toshirō Yabuki | 4:29 |
| 10. | "innocent starter"                                     | Nana Mizuki    | Tsutomu Ōhira     | Tsutomu Ōhira                  | 4:39 |
| 11. | "WILD EYES"                                            | Nana Mizuki    | Takahiro Iida     | Takahiro Iida                  | 4:09 |
| 12. | "ETERNAL BLAZE"                                        | Nana Mizuki    | Noriyasu Agematsu | Noriyasu Agematsu              | 5:06 |
| 13. | "SUPER GENERATION"                                     | Nana Mizuki    | Junpei Fujita     | Junpei Fujita                  | 4:54 |
| 14. | "Justice to Believe" (MUSEUM STYLE)                    | Nana Mizuki    | Noriyasu Agematsu | Noriyasu Agematsu              | 7:10 |
| 15. | "Crystal Letter"                                       | HIBIKI         | Matsuki Fuji      | Hitoshi Fujima                 | 5:02 |
| 16. | "TRANSMIGRATION 2007"                                  | Masami Okui    | Toshirō Yabuki    | Toshirō Yabuki                 | 5:04 |

### DVD
| Nr | Tytuł                                                                      | Inne                                               |
| -- | -------------------------------------------------------------------------- | -------------------------------------------------- |
| 1. | "MUSIC CLIP「Crystal Letter」"                                             |                                                    |
| 2. | "「THE MUSEUM」PHOTO SHOOTING"                                             |                                                    |
| 3. | "STUDIO LIVE「Tears' Night」"                                              | z Mizuki Nana eternal voice 〜kimi ga kureta natsu |
| 4. | "STUDIO LIVE Ano hi yumemita negai" (jap. STUDIO LIVE「あの日夢見た願い」) | z Mizuki Nana eternal voice 〜kimi ga kureta natsu |
| 5. | "STUDIO LIVE「Justice to Believe」"                                        | z Mizuki Nana eternal voice 〜kimi ga kureta natsu |